# Бібліотека Рачинського
Бібліотека Рачинських — польська міська бібліотека в Познані.
Бібліотека була побудована в 1822 — 1828 роках за ідеєю, та на кошти графа Едварда Рачинського, великопольського магната, суспільного діяча, мецената науки й культури, письменника й видавця.

## Історія
Відкрита бібліотека була 5 травня 1829 року в спеціально зведеному для неї будинку. Це була перша публічна бібліотека на землях, анексованих Пруссією.
Рачинський хотів, щоб ця перша у Великопольщі (центр цього регіону Польщі — місто Познань, там і розташовано цей заклад) публічна бібліотека стала регіональним осередком польської культури на землях під прусською окупацією. В опрацьованому ним самим статуті серед іншого було сказано, що він надає бібліотеку разом із приміщенням та необхідними для її функціонування коштами місту Познань «у вічне користування». Спеціально було згадано, що метою цієї бібліотеки є надання будь-кому «без різниці віку й стану» користування нею у години її роботи.
За різними джерелами, книжковий фонд бібліотеки на час відкриття нараховував від 13 до 17 тисяч примірників, основу його становила родинна колекція Рачинських. Статут вказував на те, щоб при купівлі книжок надавали перевагу тим «які могли б зацікавити населення … а особливо моральним, історичним, технічним, філологічним перед книжками тільки для забави слугуюючими». У 1830 році за бібліотекою визнали право на обов'язковий екземпляр усіх видань, що виходили на території Великого князівства Познанського. Через Едварда Рачинського та його бібліотекаря Йозефа Лукашевича бібліотека отримала цінні рукописи, стародруки та карти. Значно бібліотека поповнялася подарунками, а серед них найцінніший подарувала дружина засновника Констанція у 1835 році. Вона подарувала закуплену у Юліана Урсина Немцевича частину його приватної бібліотеки, у складі якої були цінні історичні джерела, манускрипти, стародруки й атласи.
Бібліотека розвивалася успішно до Другої світової війни, під час прусської окупації кінця XIX — початку XX століття була центром польської культури.
У січні 1945 року, під час боїв за Познань, була знищена гітлерівцями. Під руїнами будівлі загинуло близько 180 тисяч видань (90% довоєнного фонду). Збереглося лише 17 тисяч видань, що їх вивіз Йозеф Рачинський у 1943 році до маєтку Обжисько під Познанню.
Будинок бібліотеки довго не відновлювали  і зараз вона працює в будівлі давньої школи на вул. Святого Мартіна 65 (у 1951–1989 рр.вул. Червоної армії). Після війни бібліотека зібрала у своєму фонді залишки усіх вцілілих бібліотек міста. Згодом продовжилося й власне комплектування бібліотеки. А старий її будинок відновлено аж 1956 року й там містяться спеціальні фонди бібліотеки й окремі бібліотечні служби.

## Галерея

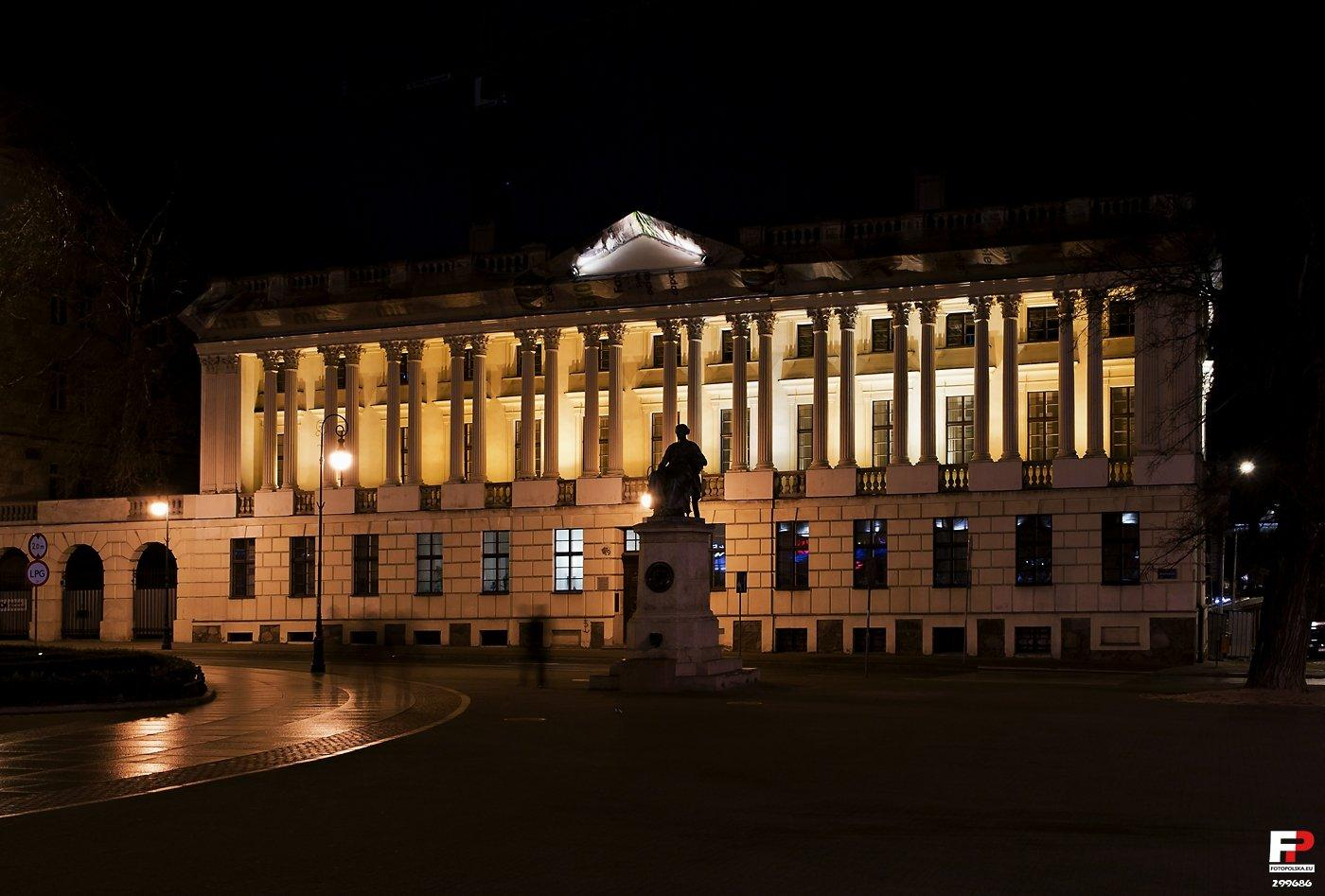
Познань, Бібліотека Рачинських
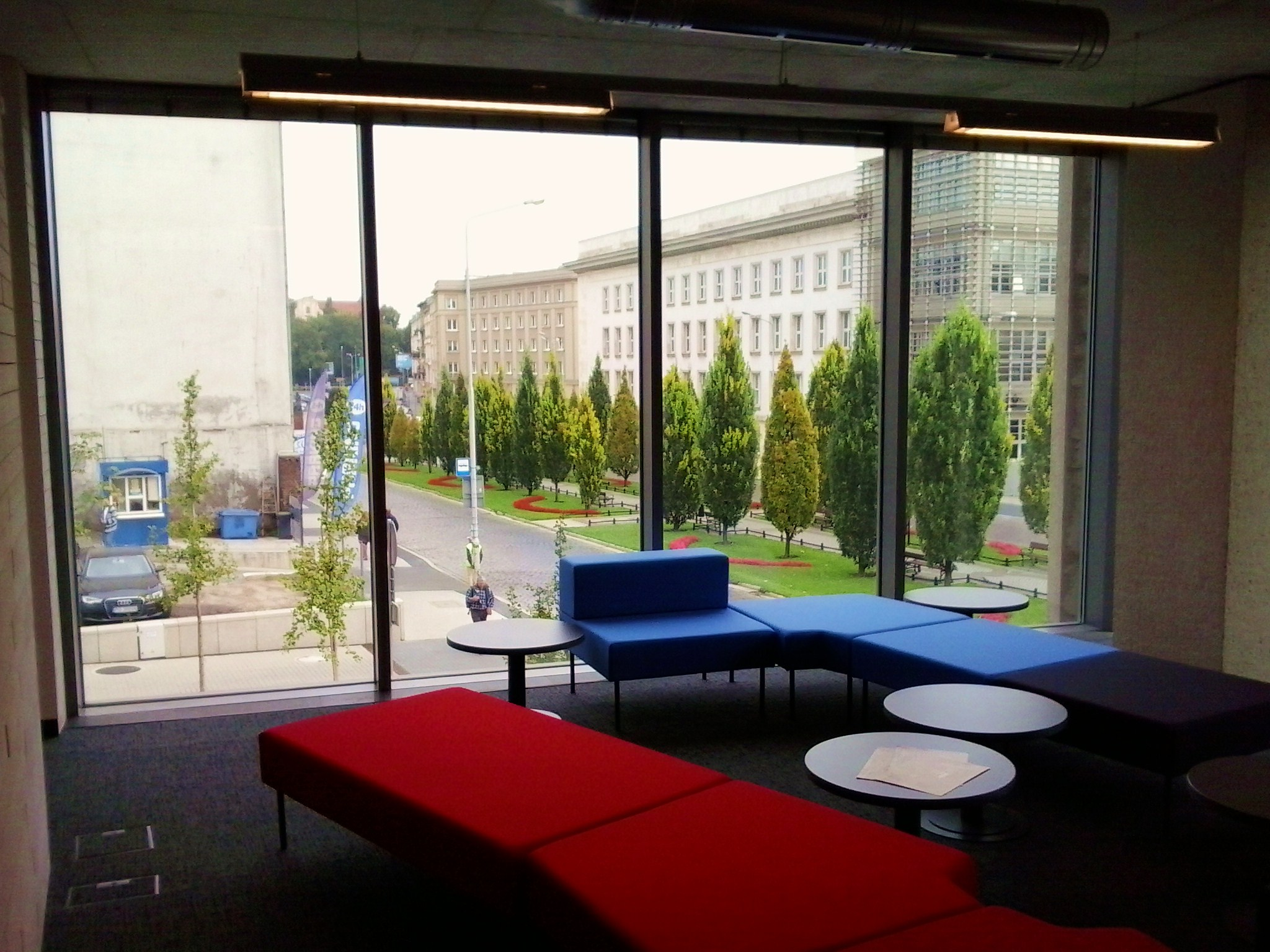
Бібліотека Рачинських, Познань, нова будівля
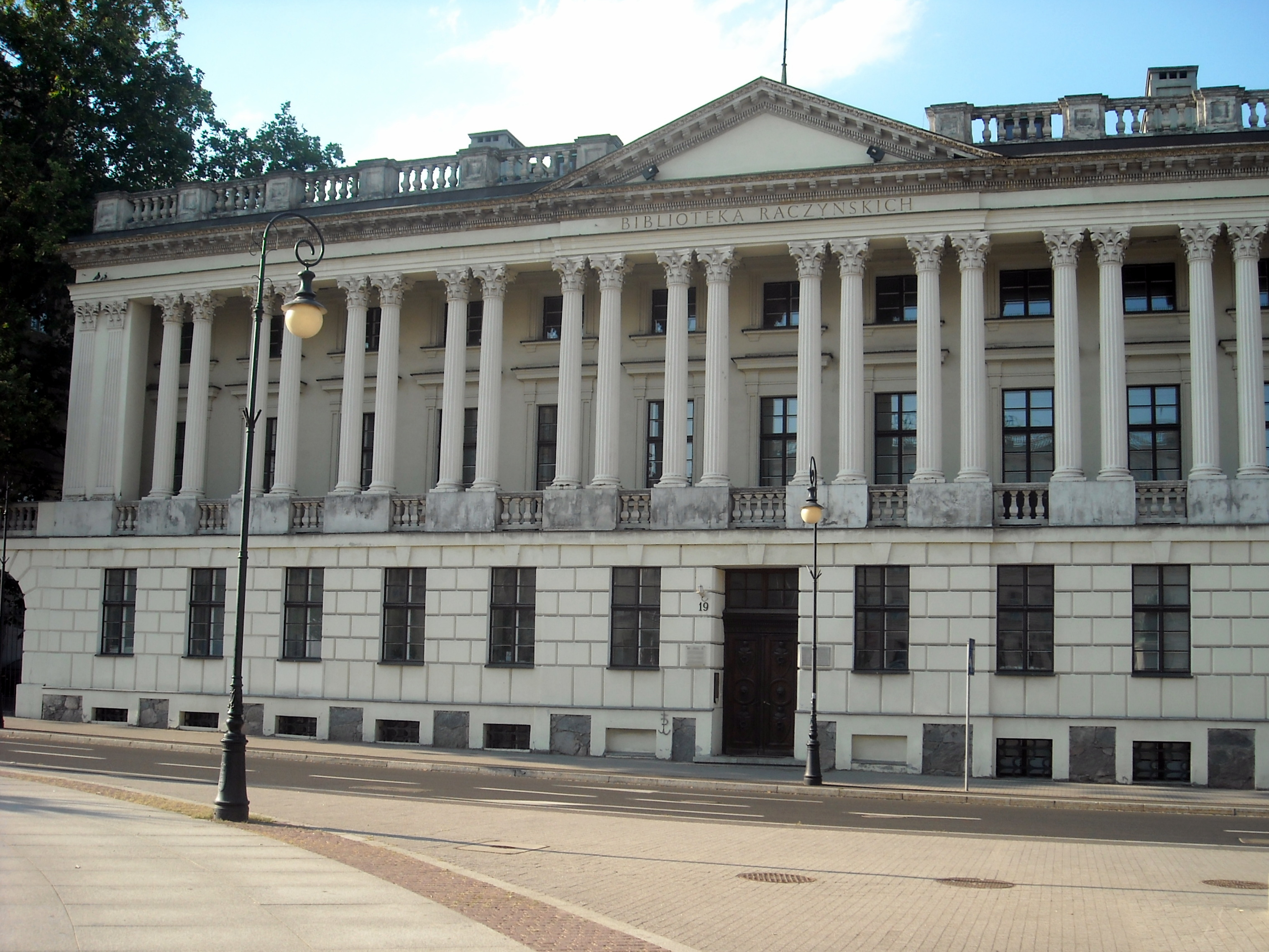
Бібліотека Рачинських, вигляд з боку Placu Wolności